# Харченко, Андрей Владимирович
Андрей Владимирович Харченко (1907—1965) — народный комиссар внутренних дел Таджикской ССР, народный комиссар государственной безопасности Таджикской ССР, генерал-майор (1945).

## Биография
Родился в украинской семье крестьянина-бедняка. Окончил сельскую школу в селе Фёдоровка в 1919. Ездовой, помощник тракториста, председатель колхоза «Шлях до социализма», председатель сельсовета родного села с апреля 1921 до сентября 1930. Член ВКП(б) с декабря 1929 (член ВЛКСМ в 1924—1939).
В РККА курсант полковой школы, ответственный секретарь полкового бюро ВЛКСМ, помощник командира роты по политической части 45 стрелкового полка 15-й Сивашской дивизии с мая 1930 до декабря 1934. Секретарь парткома военной кооперации 15-й Сивашской дивизии с декабря 1934 до февраля 1935.
Заместитель директора Грейговской МТС по политической части в Николаевском районе Николаевской области с марта 1935 до мая 1938. 1-й секретарь Больше-Лепетихинского райкома КП(б)У с мая до декабря 1938. Депутат Верховного Совета СССР 1-го и 2-го созывов.
С декабря 1938 работал заместителем наркома внутренних дел с 5 марта 1939 до 9 августа 1939, затем нарком внутренних дел до 26 февраля 1941, нарком государственной безопасности Таджикской ССР до 31 июля 1941, вновь заместитель наркома внутренних дел до 7 мая 1943. Опять становится народным комиссаром (затем министром) внутренних дел Таджикской ССР с 7 мая 1943 до 20 декабря 1950. Окончил заочно высшую партийную школу при ЦК ВКП(б) в 1947. Окончил 2 курса Юридического института (заочно) в Сталинабаде в 1950. После чего является начальником Управления Черногорского ИТЛ МВД до 29 июня 1953.
Уволен в запас МВД 29 июня 1953 как переданный в гражданское ведомство — в 1 главное строительное управление Министерства среднего машиностроения СССР на должность заместителя начальника Управления строительства комбината № 16 и начальника строительного района. Начальник Территориального управления Татспецнефтестроя в городе Альметьевск с июня 1953 (упоминается в мае 1954).

## Звания
- капитан ГБ, 21.02.1939;
- майор ГБ, 14.03.1940;
- полковник ГБ, 14.02.1943;
- комиссар ГБ, 12.05.1943;
- генерал-майор 09.07.1945.

## Награды
- орден «Знак Почета», 26.04.1940;
- орден Трудового Красного Знамени, 25.04.1941;
- знак «Заслуженный работник НКВД», 04.02.1942;
- орден Красной Звезды, 20.09.1943;
- орден Трудового Красного Знамени, 24.02.1948;
- орден Ленина, 17.12.1949;
- 2 медали.